# فریدریش ویلهلم دوم
فریدریش ویلهلم دوم (به آلمانی: Friedrich Wilhelm II) (زایش ۲۵ سپتامبر ۱۷۴۴ - مرگ ۱۶ نوامبر ۱۷۹۷) از سال ۱۷۸۶ تا ۱۷۹۷ پادشاه پروس بود.